# Односи Совјетског Савеза и Јапана
Односи између Совјетског Савеза и Јапана у периоду од комунистичког преузимања власти 1917. до пада комунизма 1991. године били су углавном непријатељски. Јапан је послао трупе да се супротстави бољшевичком присуству на Далеком истоку Русије током Руског грађанског рата, а обе земље су биле у супротстављеним таборима током Другог светског рата и блоковске поделе, односно, Хладног рата. Поред тога, територијални сукоби око Курилских острва и Јужног Сахалина били су стални извор напетости. Ови сукоби, уз низ мањих сукоба, спречили су обе земље да потпишу мировни споразум након Другог светског рата, и чак и данас отворена питања остају нерешена.
Напетости у односима између Јапана и Совјетског Савеза имају дубоке историјске корене, који сежу до њихове међусобне борбе Јапанског за доминацију у североисточној Азији. Совјетска влада је одбила да потпише мировни споразум из 1951. године и ратно стање између Совјетског Савеза и Јапана технички је постојало до 1956. године, када је окончано Заједничком совјетско-јапанском декларацијом из 1956. године. Званични мировни споразум између Совјетског Савеза (касније Русије) и Јапана још увек није потписан.
Главна препрека побољшању односа између Совјетског Савеза и Јапана у послератном периоду био је територијални спор око Курилских острва, која су у Јапану позната као Северне територије.

## Руски грађански рат и признање (1917–1925)
Лоши односи између Совјетског Савеза и Јапана од 1920-их до касних 1940-их настали су након победе Јапана над царском Русијом, претходницом Совјетског Савеза, у Руско-јапанском рату 1904–1905. Током Руског грађанског рата (1918–1921), Јапан (као члан савезничких интервенционистичких снага) је извршио окупацију Владивостока од 1918. до 1922. године, користећи чак 70.000 војника. Царска јапанска армија је такође продрла на запад све до Бајкалског језера и Бурјатије, окупирајући град Читу у Трансбајкалју до октобра 1920. године.
Јапан је формално признао Совјетски Савез у јануару 1925. године совјетско-јапанском (основном) конвенцијом. Сложили су се да Портсмутски споразум из 1905. године (споразум између Руског царства и Царског Јапана којим је окончан Руско-јапански рат) остане на снази, док би други споразуми и уговори између две земље требало да буду преиспитани. Закључивањем овог споразума, Јапан је формално признао Совјетски Савез. Ратификације су размењене у Пекингу 26. фебруара 1925. године. Споразум је регистрован у Збирци уговора Лиге народа 20. маја 1925. године.

## 1917–1925: Острво Сахалин и Курилска острва
Након што је Русија поражена 1905. године, Јапан је преузео контролу над јужним Сахалином и Курилским острвима. У 1920. години су бољшевици преузели северни Сахалин, али су у року од неколико месеци Јапанци преузели и тај део острва. Дошло је до експлоатације нафте, угља и других ресурса који су били пронађени. Под међународним притиском, северни округ Сахалина је предат Совјетском Савезу 1925. године, али су Јапанци задржали концесију. Совјети су 1945. године заузели цео Сахалин и Курилска острва.

## 1925–1930: Тиха сарадња
Прве године након успостављања дипломатских односа карактерисао је мир, што је углавном био резултат делимичног уздржавања Јапанског царства од спровођења експанзионистичке политике пре 1931. године, као и совјетске потребе да одржи трговину и привременог погоршања кинеско-совјетских односа у периоду кинеско-совјетског рата 1929. године.
Већ 1925. године, одмах након успостављања односа, јапанска влада је повукла своје снаге из северног дела Сахалина, који је јапанска војска заузела током сибирске интервенције.
Важан корак током овог периода је било закључивање совјетско-јапанског споразума о рибарству 23. јануара 1928. године, који је јапанским држављанима дозволио риболов у водама Тихог океана уз совјетску обалу. Ратификације су размењене у Токију 23. маја 1928. године. Споразум је регистрован у Збирци уговора Лиге народа 5. септембра 1928. године.

## 1930–1945: Погоршање односа и рат
Почев од 1930. године, усред погоршања односа са Пољском, Јосиф Стаљин је постао забринут због могућности рата на два фронта. Посебно се плашио да ће Јапан охрабрити номаде у совјетској Централној Азији да се побуне против политике присилне седентаризације коју је спроводио Совјетски Савез. Након јапанске инвазије на Манџурију и успостављања марионетске државе Манџукуо 1932. године, Јапан је усмерио своје војне интересе ка совјетским територијама. Совјетско-јапански односи су се нагло погоршали након 1936. године. Ово је проистекло из закључења Антикоминтернског пакта између Јапана и нацистичке Немачке у новембру 1936. године, који је био осмишљен као одбрана од међународног утицаја комунизма.
Први велики совјетско-јапански гранични инцидент, битка код језера Хасан (1938), догодио се у Приморју, недалеко од Владивостока. Сукоби између Јапанаца и Совјета често су се дешавали на граници Манџурије, ескалирајући у необјављени гранични рат који је одлучен у бици код Халхин Гола (1939), а која се одиграла на монголско-манџурској граници. Совјетски Савез је однео победу и одвратио Јапан од било какве даље агресије током Другог светског рата.
Две године након граничног рата, Јапан и Совјетски Савез су потписали пакт о неутралности. Касније те године, Јапан је разматрао раскид пакта када је нацистичка Немачка напала Совјетски Савез (операција Барбароса), али то нису учинили, углавном због пораза у бици код Халхин Гола, иако су Јапан и нацистичка Немачка били део Тројног пакта.
На Јалти у фебруару 1945. године, Стаљин је обећао Рузвелту да ће СССР ући у рат против Јапана 90 дана након пораза Немачке, који се догодио у мају. СССР је испунио тај рок премештањем великих снага преко Сибира. У априлу 1945. године, Москва је поништила пакт о неутралности. Совјетска инвазија на Манџурију почела је 8. августа 1945. године, након атомског бомбардовања Хирошиме (6. августа). Совјетски Савез је планирао инвазију на Хокаидо, али она никада није реализована због противљења Сједињених Држава.

### Ричард Зорге: Непроцењиви шпијун
Рихард Зорге (1895 – 7. новембар 1944) био је немачки новинар и совјетски официр војне обавештајне службе који је био активан пре и током Другог светског рата. Радио је као тајни немачки новинар и у нацистичкој Немачкој и у Јапанском царству. Његово кодно име је било „Ремзи“. Више познатих личности сматрало га је једним од најостваренијих шпијуна тих година.
Зорге је најпознатији по својој служби у Јапану 1940. и 1941. године, када је пружио информације о Хитлеровом плану за напад на Совјетски Савез 1941. године. Затим је, средином септембра 1941. године, обавестио Совјете да Јапан неће напасти Совјетски Савез у блиској будућности. Месец дана касније, Зорге је због шпијунаже ухапшен у Јапану. Мучен је, приморан на признање, суђен и обешен у новембру 1944. године. Стаљин је одбио да интервенише у његово име код Јапанаца. Постхумно му је додељена титула Хероја Совјетског Савеза 1964. године.

## 1946–1960: Обнова односа
Због инвазије, 56 Курилских острва, као и јужна половина Сахалина (тј. Северне територије), припојени су Совјетском Савезу 1946. године. СССР је створио Јужно-Сахалинску губернију у Хабаровском крају Совјетског Савеза. Јапан никада није признао анексију. Уједно је спречено потписивање совјетско-јапанског мировног споразума из Другог светског рата и успостављање ближих односа између две државе. Совјетски Савез је одбио да врати ове територије, тврдећи да се плаши да би такав повратак подстакао Кину да покрене сопствене територијалне претензије против Совјетског Савеза. Совјетски Савез је користио острва као део мреже противподморничког ратовања, на начин да су острва чувала пролаз до Охотског мора.
Током прве половине 1950-их, други нерешени проблеми укључивали су јапанска права на риболов у Охотском мору и код обале совјетских поморских покрајина и репатријацију јапанских ратних заробљеника, који су се још увек налазили у Совјетском Савезу. Преговори су прекинути почетком 1956. године због напетости око територијалних претензија.
Преговори су, међутим, настављени и Совјетски Савез и Јапан су 19. октобра 1956. године потписали Заједничку декларацију којом је предвиђено обнављање дипломатских односа и окончање рата. Две стране су се такође сложиле да наставе преговоре о мировном споразуму, укључујући и територијална питања. Поред тога, Совјетски Савез се обавезао да ће подржати Јапан за чланство у УН и одустати од свих захтева за репарације из Другог светског рата. Заједничку декларацију је пратио трговински протокол којим је одобрен реципрочни третман најповлашћеније нације и предвиђен развој трговине.
Јапан је имао готово минималне користи од нормализације дипломатских односа. Друга половина педесетих година прошлог века обележила је пораст културне размене. Совјетска пропаганда, међутим, није имала много успеха у Јапану, где је наишла на дугогодишњу антипатију која је проистекла из руско-јапанског ривалства у Кореји, Манџурији и самој Кини крајем деветнаестог века, из Руско-јапанског рата.
Совјетски Савез је настојао да наведе Јапан да одустане од својих територијалних претензија наизменичним претњама и убеђивањем. Већ 1956. године је наговештена могућност разматрања враћања Хабомајских острва и Шикотана ако Јапан напусти савез са Сједињеним Државама. Године 1960, совјетска влада је упозорила Јапан да не потписује Споразум о међусобној сарадњи и безбедности са Сједињеним Државама, и након потписивања споразума, изјавила је да неће предати острва Хабомај и Шикотан ни под којим околностима уколико Јапан одмах не поништи споразум. Совјетски Савез је 1964. године понудио враћање ових острва ако Сједињене Државе окончају своје војно присуство на Окинави и главним острвима Јапана.

## 1960–1975: Побољшање односа
Упркос неслагању око територијалног питања, по којем ниједна страна није била спремна да попусти, односи Јапана са Совјетским Савезом су се знатно побољшали након средине шездесетих. Совјети су започели отопљавање односа у контексту тражења сарадње у својим плановима економског развоја, а Јапанци су позитивно одговорили. Две земље су потписале петогодишњи трговински споразум на почетку 1966. године, као и споразум о цивилном ваздухопловству.
Економска сарадња се брзо проширила током седамдесетих година, упркос често затегнутим политичким односима. Две економије су биле комплементарне, јер је Совјетском Савезу био неопходан јапански капитал, технологија и роба широке потрошње, док је Јапану био потребан совјетски природни ресурс, као што су нафта, гас, угаљ, гвоздена руда и дрво. До 1979. године укупна трговина је достигла 4,4 милијарде америчких долара годишње и учинила је Јапан, после Савезне Републике Немачке (Западне Немачке), најважнијим несоцијалистичким трговинским партнером Совјетског Савеза.
Јапанско-совјетске политичке односе током седамдесетих година су карактерисале честе посете на високом државном нивоу ради налажења могућности побољшања билатералних односа и поновљених разговора о мировном споразуму, који су били неуспешни јер ниједна страна није била спремна да попусти по питању територијалног питања. Министар спољних послова Совјетског Савеза Андреј Громико посетио је Токио у јануару 1972. године — месец дана пре историјске посете председника Сједињених Држава Никсона НР Кини — како би поново отворио разговоре на министарском нивоу након шестогодишње паузе. Други разговори на високом нивоу, укључујући састанак у октобру 1973. између премијера Танаке Какуеија и Леонида И. Брежњева, генералног секретара Комунистичке партије Совјетског Савеза, одржани су у Москви током наредне три године, али је застој око територијалног питања остао присутан, а изгледи за решење су били смањени. Москва је предложила споразум о пријатељству и доброј вољи као привремену меру док се преговори о мировном споразуму не приведу крају. Овај предлог је Јапан одлучно одбацио.

## 1975–1990: Напетости у односима
После 1975. године, Совјетски Савез је почео отворено да упозорава да би јапански мировни споразум са Кином могао угрозити совјетско-јапанске односе. У јануару 1976. године, Громико је поново посетио Токио како би наставио преговоре о мировном споразуму. Када су Јапанци поново одбили да попусте по питању територије, Громико је, према речима Јапанаца, понудио да врати два острвска подручја која су држали Совјети - Хабомајска острва и Шикотан - ако Јапан потпише споразум о доброј вољи и сарадњи. Такође је наводно упозорио Јапанце, мислећи на Кину, на „силе које се противе смањењу тензија и које покушавају да закомпликују односе између држава, укључујући и наше земље“.
Потписивање кинеско-јапанског мировног споразума средином 1978. године био је велики ударац за модерне јапанско-совјетске односима. Упркос наводима да антихегемонистичка клаузула споразума није усмерена против било које одређене земље, Москва је то видела као чврсто сврставање Токија, заједно са Вашингтоном и Пекингом, у антисовјетски табор. Званично, обе стране су наставиле да изражавају жељу за бољим односима, али совјетске акције су само узнемириле и отуђиле јапанску страну. Совјетско војно гомилање у Пацифику осамдесетих је био пример даљег продубљивања кризе.
Осамдесете године прошлог века обележиле су значајно заоштравање јапанског става према Совјетском Савезу. Сједињене Државе су вршиле притисак на Јапан да учини више како би се обуздало ширење совјетске моћи у земљама у развоју након совјетске инвазије на Авганистан у децембру 1979. године. Одговор је био прекид контаката корисних за совјетски режим и пружање помоћи државама „на првој линији фронта“, као што су Пакистан и Тајланд. Под премијером Јасухиром Накасонеом, Јапан је напорно радио на томе да покаже блиску идентичност ставова са Регановом администрацијом о „совјетској претњи“. Постепено су модернизоване војне снаге, поздрављено је повећање снага Сједињених Држава у Јапану и западном Пацифику и дато је обећање о блиској сарадњи у суочавању са опасношћу коју представља совјетска власт.
Ова економска сарадња је прекинута одлуком Јапана 1980. године да учествује у санкцијама против Совјетског Савеза због инвазије на Авганистан. Трговина између Јапана и Совјетског Савеза 1988. године процењена је на скоро 6 милијарди америчких долара.
Иако су јавност и медији остали скептични према опасности коју за Јапан представљају совјетске снаге у Азији, у Јапану је постојало снажно противљење одбијању Москве да прихвати јапанске претензије на Северне територије, познате Јапанцима као Еторофу и Кунашир, на јужном крају Курилског острвског ланца, и мање острво Шикотан и острва Хабомаи, североисточно од Хокаида, које су Совјети заузели у последњим данима Другог светског рата. Стационирање совјетских трупа на острвима пружило је опипљив доказ совјетске претње, а провокативни маневри совјетских ваздушних и поморских снага на територији на коју су Јапанци полагали право послужили су јачању званичне јапанске политике блиске идентификације са чврстим ставом који подржавају Сједињене Државе против совјетске власти. Јапанска влада је протестовала и 1979. године због гомилања совјетских снага у Еторофуу, Кунаширу и Шикотану.
Долазак режима Михаила Горбачова у Москву 1985. године довео је до замене тврдокорних совјетских дипломата, стручњака за азијска питања, флексибилнијим портпаролима који су позивали на већи контакт са Јапаном и отвореност. Горбачов је преузео вођство у обећавању нових иницијатива у Азији, али се суштина совјетске политике мењала спорије. Посебно, током остатка осамдесетих, совјетски званичници су и даље деловали бескомпромисно у вези са Северним територијама, совјетске снаге у западном Пацифику су и даље биле фокусиране на Јапан, а совјетски економски проблеми и недостатак девиза учинили су изгледе за економске односе између Јапана и Совјетског Савеза лошим. До 1990. године, Јапан је изгледао најмање одушевљен од главних развијених земаља које су биле повезане са Западом у подстицању већих контаката са Совјетским Савезом и пружању помоћи.
Промене у совјетској политици спроведене под Горбачовом, укључујући покушаје домаћих реформи и тежњу ка детанту са Сједињеним Државама и Западном Европом, изазвале су генерално позитивно интересовање Јапана, али је влада сматрала да Совјетски Савез није променио своју политику по питањима од виталног значаја за Јапан. Влада је изјавила да неће одржавати нормалне односе са Совјетским Савезом док Москва не врати Северне територије.

## Деведесете: Распад СССР-а
Совјетска влада је такође појачала своју дипломатију према Јапану најавом из 1990. године да ће Горбачов посетити Јапан 1991. године. Совјетски званичници су тврдили да ће њихова влада предложити преговоре о разоружању са Јапаном и да би могла дати додатне предлоге у вези са Северним територијама приликом саме посете. Посматрачи су веровали да би Горбачов могао да предложи пакет који се бави острвима, смањењем наоружања и економском сарадњом. У јануару 1990. године, јапанско Министарство спољних послова променило је свој став, којим су претходно одбачени преговори са Совјетским Савезом о смањењу наоружања, указујући да би Јапан био спреман да преговара. Влада је имала задатак да формулише политику о смањењу наоружања у координацији са Сједињеним Државама.
Влада Бориса Јељцина преузела је власт у Русији крајем 1991. године када се Совјетски Савез распао. Москва је још једном заузела чврст став против враћања спорних територија Јапану. Иако се Јапан придружио Групи седам индустријализованих земаља у пружању извесне техничке и финансијске помоћи Русији, односи се нису променили. У септембру 1992. године, руски председник Борис Јељцин је одложио планирану посету Јапану. Посета се коначно догодила у октобру 1993. године. Током посете, иако су разматрана разна суштинска питања, укључујући Северне територије и потписивање мировног споразума, није примећен значајан напредак у односима између Јапана и Русије. 30. јула 1998. године, новоизабрани јапански премијер Кеизо Обучи се фокусирао на главна питања: потписивање мировног споразума са Русијом и оживљавање јапанске економије након азијске финансијске кризе из 1997. године. Пре његове смрти, његова политика према Руској Федерацији је измицала спровођењу и односи између две нације су остали без стања мира.

## Економски односи
Економске односе између Јапана и Совјетског Савеза компликовале су реалности Хладног рата и претходно поменути територијални спорови.
Увоз из Совјетског Савеза је опао током прве половине осамдесетих, са скоро 1,9 милијарди америчких долара на мање од 1,5 милијарди америчких долара, а затим се опоравио на скоро 3,4 милијарде америчких долара до 1990. године, што представља скроман раст за цео период. Извоз у Совјетски Савез је стагнирао, а затим скромно растао, на преко 3,1 милијарду америчких долара 1988. године, пре него што је опао на 2,6 милијарди америчких долара 1990. године.
Трговински односи са Совјетским Савезом такође су пратили стратешки развој догађаја. Јапан је био веома заинтересован за сибирске сировине почетком седамдесетих, примарно због раста цена. Тек након што се совјетска политика почела мењати под вођством Михаила Горбачова, почев од 1985. године, јапанска трговина је наставила свој раст.
Јапанску трговину је такође ограничавао Координациони комитет за мултилатералну контролу извоза, који је контролисао извоз стратешке високе технологије.

## Амбасадори

### Амбасадори Совјетског Савеза у Јапану
- Владимир Виноградов – 1962–1966

### Јапански амбасадори у Совјетском Савезу
- Мамору Шигемицу (1936–1938) преговарао је са совјетским комесаром спољних послова Максимом Литвиновим о инциденту на реци Амур 1937. године и о граничном спору око неколико ненасељених острва.
- Шигенори Того (1938–1940), преговарао је о споразуму о граници потписаном 9. јуна 1940. године.
- Јошицугу Татекава (1940–1942), закључио је пакт о неутралности из 1941. године.
- Наотаке Сато (1942–1945) је 1945. године обавештен да пакт о неутралности неће бити обновљен.